# Fruela I
Fruela I (722 - 768) was de oudste zoon van Alfons I van Asturië. 
Hij volgde zijn vader op als hertog van Cantabrië en koning van Asturië van 757 tot 768 en zette zijn vaders werk voort.
Fruela, die de Wrede als bijnaam kreeg, onderdrukte een opstand van de Basken, waarbij hij Munia van Álava schaakte, een vrouw van een adellijke familie, die hij later trouwde. Ze schonk hem een zoon, de latere koning Alfons II de Reine. 
Tijdens zijn regeerperiode werd de stad Oviedo gesticht. Dit gebeurde op 25 november 761, toen abt Máximo en zijn oom Fromestano een kerk oprichtten ter ere van de Heilige Vincentius. De goede relaties tussen de kerk en de latere Asturische koningen werden voortgezet.
Fruela kende geen gelukkig einde van zijn regeerperiode. Nadat hij zijn broer Vimerano eigenhandig vermoord had, werden de edelen onrustig. Om het enigszins goed te maken, benoemde hij Vimerano's zoon tot zijn opvolger. Er werd toch een complot tegen hem gesmeed en hij werd vermoord in Cangas de Onís. Zijn neef/kozijn Aurelius werd troonopvolger.
Fruela en zijn vrouw Munia liggen begraven in de kathedraal van Oviedo.
Volgens legenden zou hij ook een dochter Jimena hebben gehad die als de moeder van de legendarische middeleeuwse romanheld Bernardo del Carpio wordt neergezet.